# 蔡琮
蔡琮（1554年—1593年），字應崑，號崑石，福建漳州府漳浦縣人，民籍，明朝政治人物。

## 生平
萬曆四年（1576年）丙子科福建鄉試第六十六名，萬曆八年（1580年）庚辰科會試第一百四十九名，登三甲第四十七名進士。兵部觀政，十二年授新淦知县，十五年升南京刑部主事，再升郎中，二十一年卒。

## 家族
曾祖蔡文達；祖父蔡子與；父蔡旋。母陳氏。